# Arensharde

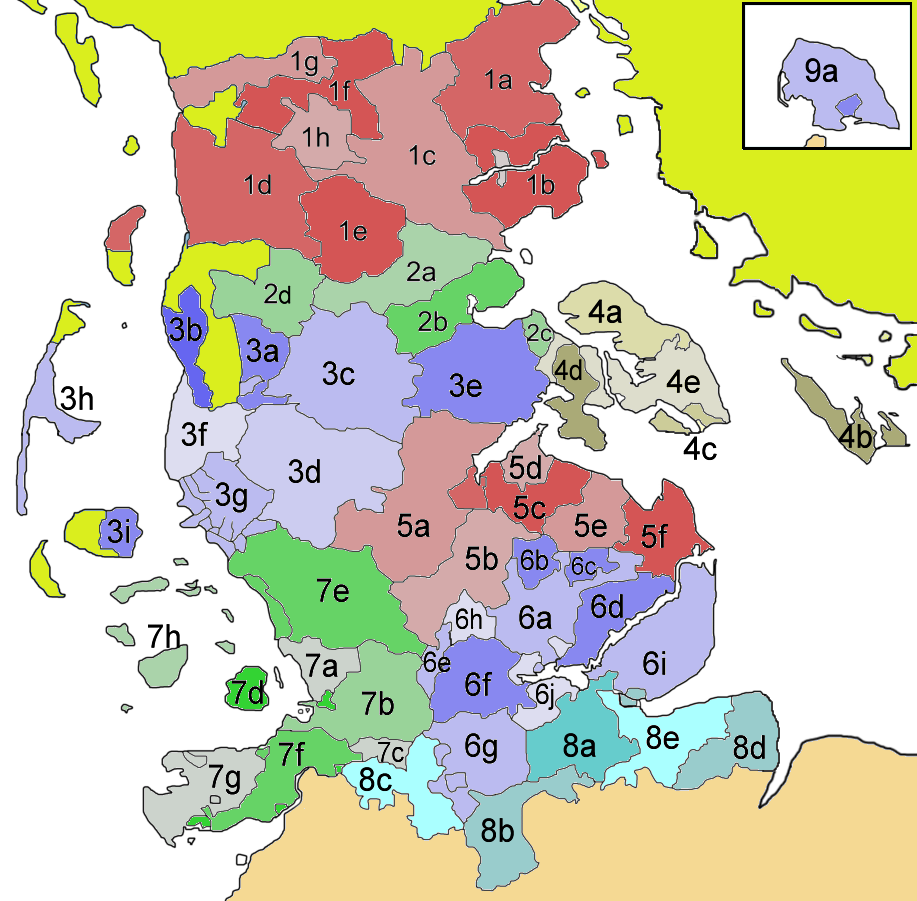
Lage der Arensharde (6f) auf einer historischen Karte der Verwaltungsgliederung im Herzogtum Schleswig

Die Arensharde (dänisch: Arns Herred) war eine historische Harde im Herzogtum Schleswig. Sie zählte zum Istathesyssel und lag westlich der Stadt Schleswig im Landschaftsraum der Schleswigschen Geest. Die Tingstätte der Arensharde befand sich in Schuby.
Später wurde die Arensharde Teil des Amtes Gottorf, welches im Jahr 1867 im  Landkreis Schleswig aufging. Die Arensharde wird bereits in König Waldemars Erdbuch von 1231 genannt. Die Wikingersiedlung Haithabu sowie dessen am Fluss Treene gelegener korrespondierender Hafen Hollingstedt lagen beide in der Arensharde.
Der Name lebt in dem heutigen Amt Arensharde wieder auf.